# جوهر محمد
جوهر محمد (أورومو: Jawaar Mahaammad ؛ الأمهرية: ጃዋር መሃመድ ؛ مواليد 12 مايو 1986) هو محلل وناشط سياسي أمريكي من أصل أورميا. وأوروميا قبيلة كبيرة في اثيوبيا كان جوهر، أحد مؤسسي شبكة أوروميا الإعلامية (OMN)، منظماً رائداً للاحتجاجات الإثيوبية لعام 2016والإلهام الفكري الرئيسي لجمعية شباب أورومو الدولية (حركة الشباب الوطنية من أجل الحرية والديمقراطية)، والمعروف شعبياً باسم Qeerroo («الشباب»). مع وجود 1.75 مليون متابع على Facebook ، فهو شخصية مشهورة بين العديد من الأوروميين وفي اثيوبيا خاصة والعالم عامة؛ ومع ذلك، فقد كان مثيرًا للجدل.
الحياة المبكرة والتعليم
ولد جوهر محمد في 12 مايو 1986 في بلدة دوموغا الصغيرة بمقاطعة أرسي المتاخمة لهرارج. كان والده مسلم أرسي أورومو بينما كانت والدته مسيحية أرثوذكسية تولاما أورومو. اعتبر اتحادهم بين الأديان رواية ولكن تم قبوله في نهاية المطاف من قبل المجتمع. 
بدأ جوهر تعليمه الرسمي في مدرسة كاثوليكية في أسلا عاصمة محافظة أرسي. ثم التحق بالمدرسة الثانوية في أداما حتى عام 2003، عندما حصل على منحة للدراسة في الكلية العالمية المتحدة لجنوب شرق آسيا في سنغافورة، وتخرج منها عام 2005. ووصف تجربته في UWC بأنها أيقظت وعيه هوية Oromo ثم درس في جامعة ستانفورد، وتخرج في عام 2009 بشهادة في العلوم السياسية. وتابع دراساته العليا في حقوق الإنسان في جامعة كولومبيا، وحصل على درجة الماجستير في عام 2012. 
النشاط
في عام 2006، بينما كان طالب في جامعة ستانفورد، أسس جوار جمعية شباب أورومو الدولية (IOYA)، التي تهدف إلى العمل كمنظمة جامعة لمجموعات شباب أورومو حول العالم. وقد شاركت IOYA في الدعوة أمام هيئات الأمم المتحدة في جنيف ونظمت مظاهرات احتجاجًا على سياسة الحكومة الإثيوبية. اكتسب جوهر شهرة لأول مرة ككاتب ومتحدث عن أورومو والسياسة الإثيوبية، خاصة بين الشتات المتمركز في الولايات المتحدة. كان منتقدًا بارزًا لجبهة تحرير أورومو وفشلهم المتصور في إحداث تغيير سياسي هادف في إثيوبيا أو تعزيز مصالح أورومو.
كان جوار منسقًا سياسيًا مهمًا لحركة شباب Qeerroo ، حتى في المنفى. أثناء احتجاجات أورومو، قام بحملة ودعا الاحتجاجات في أوروميا. أحد المسيرات هو احتجاج أورومو الكبير عبر 200 مدينة في أوروميا بما في ذلك عاصمتها فينفين في أغسطس 2016. بعد تصاعد الاحتجاجات، فرضت الحكومة الإثيوبية رقابة على الإنترنت والقنوات الفضائية واتهمته بقيادة الاحتجاج. كما نفذت الحكومة هجومًا إلكترونيًا ضده. 
وبعد مقابلته للجزيرة أجاب فيها «أنا أورومو أولاً» على سؤال «هل أنت أورومو أولاً أم إثيوبي أولاً؟» على الرغم من أن إجابته كانت عبارة عن وجهة نظر لملايين الأوروميين، إلا أن بعض الإثيوبيين بدأوا حملة وطلبوا من الجزيرة طرد الصحفي. لقد شوهوه وزعموا أن له علاقات مع الجهاديين العالميين. بعد عودته إلى إثيوبيا في 2018، تم اتهامه بإذكاء التوترات بين الأعراق وعنف الغوغاء. 
في أكتوبر 2019، أفاد أنه في وقت متأخر من الليل، حاول أفراد الشرطة إجبار تفاصيله الأمنية على إخلاء أرض منزله في أديس أبابا؛ زاعمين أنهم كانوا يخططون لتعبئة حشد في وقت لاحق وإخبارهم أنهم يفعلون ذلك بناء على طلب من رئيس الوزراء أبي أحمد. في اليوم السابق، ألقى رئيس الوزراء خطابًا في البرلمان اتهم فيه «أصحاب وسائل الإعلام الذين ليس لديهم جوازات سفر إثيوبية» «باللعب في كلا الاتجاهين»، في إشارة محجوبة إلى جوار، مضيفًا أنه «إذا كان هذا سيحدث لتقويض السلام ووجود إثيوبيا... سنتخذ إجراءات». أثارت التقارير اشتباكات على الصعيد الوطني من قبل قبرو، مما أسفر عن مقتل 67 شخصا على الأقل، من بينهم خمسة ضباط شرطة. بعد أسابيع من الاشتباكات، قال أبي إن حصيلة القتلى ارتفعت إلى 86. 
القبض عليه
في 30 يونيو 2020، ألقت الشرطة ألفيدرالية الإثيوبية القبض على جوار بعد حادث بين حراس جوار والشرطة أدى إلى مقتل ضابط شرطة. وقع الحادث عندما اعترض جوار وحراسه نقل جثة هاشالو هونديسا، المغني الإثيوبي الشهير الذي قُتل، إلى بلدته أمبو، التي تقع على بعد 100 كم غرب أديس أبابا. أراد جوار وجميع من معه إقامة الجنازة في أديس أبابا العاصمة. تم القبض على 35 شخصًا، بما في ذلك جوار، مع ثمانية بنادق كلاشينكوف وخمسة مسدسات وتسعة أجهزة إرسال راديو.
إطلاق سراحه
قد أطلق سراحه بعد أن قضى في السجن مدة من الزمن والآن هو يعمل على المصالحة الوطنية وإيقاف الحروب والنزاعات الداخلية الدامية.